# Divisionen des Kaiserlich Japanischen Heeres
Nachstehend sind die Divisionen des Kaiserlich Japanischen Heeres aufgeführt, die zwischen 1867 und 1945 vom Kaiserlich Japanischen Heer aufgestellt wurden. Die Liste beinhaltet den Namen der Division, ihren Tsūshōgō-Code (militärischer Tarnname), das Jahr der Aufstellung und der Auflösung sowie den Aufstellungs-Standort.

## Entwicklung
1867 wurde die Kaiserliche Garde aufgestellt. 1888 erfolgte die Aufstellung der ersten sechs Heeres-Divisionen. 1925 wurde das Heer, das bis zu diesem Zeitpunkt 20 Divisionen zählte, um vier Divisionen reduziert und die so eingesparten finanziellen Mittel konnten in die Neuentwicklung von Waffen und Gerät investiert werden. Erst mit Beginn des Zweiten Chinesisch-Japanischen Krieges wuchs die Anzahl der Divisionen. 1937 wurden zehn, 1938 elf, 1939 weitere elf, 1940 neun und 1941 zwei Divisionen neuaufgestellt. Zu Beginn des Pazifikkrieges zählt das Heer 60 Divisionen, 59 Brigaden und 151 Heeresflieger-Staffeln. Am Ende des Krieges 1945 war die Zahl der Divisionen auf 199 angewachsen, wovon lediglich 35, weniger als ein Fünftel des japanischen Heeres, im Pazifik eingesetzt war. Der Großteil der Truppen wurde auf dem chinesischen Kriegsschauplatz (ca. zwei Fünftel) und auf den japanischen Inseln in Erwartung der Alliierten Landung eingesetzt.
Die Gesamtanzahl der Divisionen des Kaiserlich Japanischen Heeres von 1888 bis 1945

## Infanterie
| Name              | Tarnname (Tsūshōgō-Code)                                                           | Aufstellung | Auflösung | Standort                      |
| ----------------- | ---------------------------------------------------------------------------------- | ----------- | --------- | ----------------------------- |
| Kaiserliche Garde |                                                                                    | 1867        | 1945      | Tokio, Japan                  |
| 1. Garde-Division | 1GD                                                                                | 1943        | 1945      | Tokio, Japan                  |
| 2. Garde-Division | 2GD bzw. Miya (宮, „Miya“)                                                         | 1943        | 1945      | Tokio, Japan                  |
| 3. Garde-Division | 3GD                                                                                | 1944        | 1945      | Tokio, Japan                  |
| 1. Division       | Gyoku-heidan (玉兵団, „Jade-Division“)                                             | 1888        | 1945      | Tokio, Japan                  |
| 2. Division       | 1339 bzw. Yūheidan (勇兵団, „Tapfere-Soldaten-Division“)                           | 1888        | 1945      | Sendai, Japan                 |
| 3. Division       | 3700 bzw. 3741 bzw. Kōheidan (幸兵団, „Glücksdivision“)                            | 1888        | 1945      | Nagoya, Japan                 |
| 4. Division       | 4050 bzw. Yodo-heidan (淀兵団, „Yodo-Division“)                                    | 1888        | 1945      | Ōsaka, Japan                  |
| 5. Division       | 5171 bzw. 5191 bzw. Koi-heidan (鯉兵団, „Karpfen-Division“)                        | 1888        | 1945      | Hiroshima, Japan              |
| 6. Division       | 9015 bzw. 9016 bzw. Akari-heidan (明兵団, „Licht-Division“)                        | 1888        | 1945      | Kumamoto, Japan               |
| 7. Division       | Kuma-heidan (熊兵団, „Bär-Division“)                                               | 1896        | 1945      | Asahikawa, Japan              |
| 8. Division       | 4700 bzw. 4732 bzw. Sugi-heidan (杉兵団, „Zeder-Division“)                         | 1898        | 1945      | Hirosaki, Japan               |
| 9. Division       | 1515x bzw. 1573x bzw. Take-heidan (武兵団, „Krieger-Division“)                     | 1898        | 1945      | Kanazawa, Japan               |
| 10. Division      | 3410x bzw. 3425 bzw. Tetsu-heidan (鉄兵団, „Eisen-Division“)                       | 1898        | 1945      | Himeji, Japan                 |
| 11. Division      | Nishiki-heidan (錦兵団, „Brokat-Division“)                                         | 1898        | 1945      | Zentsūji, Japan               |
| 12. Division      | Ken-heidan (剣兵団, „Schwert-Division“)                                            | 1898        | 1945      | Kokura, Japan                 |
| 13. Division      | Kyō-heidan (鏡兵団, „Spiegel-Division“) bzw. Kyō 6800 bzw. Kyō6801                 | 1905        | 1945      | Takada, Japan                 |
| 14. Division      | Shō-heidan (照兵団, „Leuchtende Division“) bzw. Shō 7702 bzw. Shō7713              | 1905        | 1945      | Kitakyūshū, Japan             |
| 15. Division      | Sai-heidan (祭兵団, „Fest-Division“) bzw. Sai 7361 bzw. Sai 7379                   | 1905        | 1945      | Toyohashi, Japan              |
| 16. Division      | Kaki-heidan (垣兵団, „Zaun-Division“) bzw. Kaki 6550 bzw. Kaki 6551                | 1905        | 1945      | Kyōto, Japan                  |
| 17. Division      | Getsu-heidan (月兵団, „Mond-Division“) bzw. Getsu 7380 bzw. Getsu 7381             | 1907        | 1945      | Okayama, Japan                |
| 18. Division      | Kiku-heidan (菊兵團, „Chrysanthemen-Division“) bzw. Kiku 8900 bzw. Kiku 8918       | 1907        | 1945      | Kurume, Japan                 |
| 19. Division      | Tora-heidan (虎兵團, „Tiger-Division“) bzw. Tora 85001                             | 1915        | 1945      | Nordkorea                     |
| 20. Division      | Asa-heidan (朝兵団, „Morgen-Division“) bzw. Asa 2068                               | 1915        | 1945      | Keijo, Korea                  |
| 21. Division      | Tō-heidan (討兵団, „Angriffs-Division“)                                            | 1938        | 1945      | Kanazawa, Japan               |
| 22. Division      | Hara-heidan (原兵団, „Ebene-Division“)                                             | 1938        | 1945      | Utsunomiya, Japan             |
| 23. Division      | Asahi-heidan (旭兵団, „Sonnenaufgang-Division“)                                    | 1938        | 1945      | Kumamoto, Japan               |
| 24. Division      | Yama-heidan (山兵団, „Berg-Division“)                                              | 1939        | 1945      | Harbin, Mandschurei           |
| 25. Division      | Kuni-heidan (国兵団, „Land-Division“)                                              | 1940        | 1945      | Mudanjiang, Mandschurei       |
| 26. Division      | Izumi-heidan (泉兵団, „Quelle-Division“)                                           | 1937        | 1945      | Nagoya, Japan                 |
| 27. Division      | Kyoku-heidan (極兵団, „Pol-Division“)                                              | 1937        | 1945      | Peking, China                 |
| 28. Division      | Yū-heidan (勇兵団, „Tapfere-Soldaten-Einheit“)                                     | 1940        | 1945      | Shinkyō, China                |
| 29. Division      | Ikazuchi-heidan (雷兵団, „Donner-Division“)                                        | 1941        | 1945      | Nagoya, Japan                 |
| 30. Division      | Hyō-heidan (豹兵団, „Panther-Division“)                                            | 1943        | 1945      | Pjöngjang, Nordkorea          |
| 31. Division      | Retsu-heidan (烈兵団, „Eifrig-Division“)                                           | 1943        | 1945      | Kofu, Japan                   |
| 32. Division      | Kaede-heidan (楓兵団, „Ahorn-Division“)                                            | 1939        | 1945      | Tokio, Japan                  |
| 33. Division      | Yumi-heidan (弓兵団, „Bogen-Division“)                                             | 1939        | 1945      | Sendai, Japan                 |
| 34. Division      | Tsubaki-heidan (椿兵団, „Kamelie-Division“)                                        | 1939        | 1945      | Osaka, Japan                  |
| 35. Division      | Higashi-heidan (東兵団, „Ost-Division“)                                            | 1939        | 1945      | Tokio, Japan                  |
| 36. Division      | Yuki-heidan (雪兵団, „Schnee-Division“)                                            | 1939        | 1945      | Hirosaki, Japan               |
| 37. Division      | Fuyu-heidan (冬兵団, „Winter-Division“) bzw. Fuyu 3340 bzw. Fuyu 3341              | 1939        | 1945      | Kumamoto, Japan               |
| 38. Division      | Numa-heidan (沼兵団, „Sumpf-Division“) bzw. Numa 8920                              | 1939        | 1945      | Nagoya, Japan                 |
| 39. Division      | Fuji-heidan (藤兵団, „Wisterie-Division“)                                          | 1939        | 1945      | Hiroshima, Japan              |
| 40. Division      | Kujira-heidan (鯨兵団, „Wal-Division“)                                             | 1939        | 1945      | Zentsuji, Japan               |
| 41. Division      | Kawa-heidan (河兵団, „Fluss-Division“) bzw. Kawa-3560                              | 1939        | 1945      | Yongsan, Südkorea             |
| 42. Division      | Isao-heidan (勲兵団, „Verdienst-Division“)                                         | 1943        | 1945      | Sendai, Japan                 |
| 43. Division      | Homare-heidan (誉兵団, „Ehre-Division“)                                            | 1943        | 1944      | Nagoya, Japan                 |
| 44. Division      | Tachibana-heidan (橘兵団, „Mandarine-Division“)                                    | 1944        | 1945      | Osaka, Japan                  |
| 46. Division      | Sei-heidan (静兵団, „Stille-Division“)                                             | 1943        | 1945      | Kumamoto, Japan               |
| 47. Division      | Dan-heidan (弾兵団, „Geschoss-Division“)                                           | 1943        | 1945      | Hirosaki, Japan               |
| 48. Division      | Kai-heidan (海兵団, „Meer-Division“) bzw. Kai 8940                                 | 1940        | 1945      | Taiwan                        |
| 49. Division      | Ōkami-heidan (狼兵団, „Wolf-Division“)                                             | 1944        | 1945      | Keijo, Südkorea               |
| 50. Division      | Hō-heidan (蓬兵団, „Beifuß-Division“)                                              | 1944        | 1945      | Taiwan                        |
| 51. Division      | Ki-heidan (基兵団, „Basis-Division“)                                               | 1940        | 1945      | Utsunomiya, Japan             |
| 52. Division      | Kashiwa-heidan (柏兵団, „Eiche-Division“)                                          | 1940        | 1945      | Kanazawa, Japan               |
| 53. Division      | Yasu-heidan (安兵団, „Friedlich-Division“)                                         | 1941        | 1945      | Kyoto, Japan                  |
| 54. Division      | Hei-heidan (兵兵団, „Soldaten-Division“)                                           | 1940        | 1945      | Himeji, Japan                 |
| 55. Division      | Sō-heidan (壮兵団, „Blühend-Division“)                                             | 1940        | 1945      | Zentsuji, Japan               |
| 56. Division      | Ryū-heidan (龍兵団, „Drachen-Division“)                                            | 1940        | 1945      | Kurume, Japan                 |
| 57. Division      | Oku-heidan (奥兵団, „Inneres-Division“)                                            | 1940        | 1945      | Hirosaki, Japan               |
| 58. Division      | Hiro-heidan (広兵団, „Breite-Division“)                                            | 1942        | 1945      | Hankou, China                 |
| 59. Division      | I-heidan (衣兵団, „Kleidung-Division“)                                             | 1942        | 1945      | Tokio, Japan                  |
| 60. Division      | Hoko-heidan (矛兵団, „Speer-Division“)                                             | 1942        | 1945      | Zentralchina                  |
| 61. Division      | Tobi-heidan (鵄兵団, „Milan-Division“)                                             | 1943        | 1945      | Tokio, Japan                  |
| 62. Division      | Ishi-heidan (石兵団, „Stein-Division“)                                             | 1943        | 1945      | Kyoto, Japan                  |
| 63. Division      | Jin-heidan (陣兵団, „Lager-Division“)                                              | 1943        | 1945      | Utsonomi, China               |
| 64. Division      | Hiraki-heidan (開兵団, „Öffnen-Division“)                                          | 1943        | 1945      | Hiroshima, Japan              |
| 65. Division      | ?-heidan (専兵団, „Ausschließlich-Division“)                                       | 1943        | 1945      | Nagoya, Japan                 |
| 66. Division      | ?-heidan (敢兵団, „Verwegen-Division“)                                             | 1944        | 1945      | Taiwan                        |
| 68. Division      | Hinoki-heidan (檜兵団, „Zypresse-Division“)                                        | 1942        | 1945      | Osaka, Japan                  |
| 69. Division      | Katsu-heidan (勝兵団, „Sieg-Division“)                                             | 1942        | 1945      | Hirosaki, Japan               |
| 70. Division      | Yari-heidan (槍兵団, „Speer-Division“)                                             | 1942        | 1945      | Hiroshima, Japan              |
| 71. Division      | Inochi-heidan (命兵団, „Leben-Division“)                                           | 1942        | 1945      | Asahikawa, Japan              |
| 72. Division      | Den-heidan (伝兵団, „Tradition-Division“)                                          | 1944        | 1945      | Sendai, Japan                 |
| 77. Division      | ?-heidan (稔兵団, „Reifen/Ernte-Division“)                                         | 1944        | 1945      | Asahikawa, Japan              |
| 79. Division      | Sō-heidan (奏兵団, „Ausführen-Division“)                                           | 1945        | 1945      | Tumen (Yanbian), China        |
| 81. Division      | ?-heidan (納兵団, „Abschließen-Division“)                                          | 1944        | 1945      | Utsunomiya, Japan             |
| 84. Division      | Totsu-heidan (突兵団, „Stürmen-Division“)                                          | 1944        | 1945      | Himeji, Japan                 |
| 86. Division      | Seki-heidan (積兵団, „Ansammeln-Division“)                                         | 1944        | 1945      | Kurume, Japan                 |
| 88. Division      | Yō-heidan (要兵団, „Erforderlich-Division“)                                        | 1945        | 1945      | Asahikawa, Japan              |
| 89. Division      | Sai-heidan (摧兵団, „Zerschlagen-Division“)                                        | 1945        | 1945      | Asahikawa, Japan              |
| 91. Division      | Saki-heidan (先兵団, „Voraus-Division“)                                            | 1945        | 1945      | Asahikawa, Japan              |
| 93. Division      | Ketsu-heidan (決兵団, „Entschlossen-Division“)                                     | 1944        | 1945      | Kanazawa, Japan               |
| 94. Division      | ?-heidan (威烈兵団, „Takeshi-Retsu-Division“)                                      | 1944        | 1945      | Ōsaka, Japan                  |
| 96. Division      | Gen-22001-heidan (玄22001兵団, „Geheimnisvoll-22001-Division“)                     | 1945        | 1945      | Fukuoka, Japan                |
| 100. Division     | Yoridokoro-heidan (拠兵団, „Stütze-Division“)                                      | 1944        | 1945      | Nagoya, Japan                 |
| 101. Division     | ohne                                                                               | 1937        | 1940      | Tokio, Japan                  |
| 102. Division     | ?-heidan (抜兵団, „Ziehen-Division“)                                               | 1944        | 1945      | Kumamoto, Japan               |
| 103. Division     | Hayao-heidan (駿兵団, „Schnell-Division“)                                          | 1944        | 1945      | Kumamoto, Japan               |
| 104. Division     | Ōtori-heidan (鳳兵団, „Feng-Division“)                                             | 1938        | 1945      | Ōsaka, Japan                  |
| 105. Division     | Kin-heidan (勤兵団, „Hingebung-Division“)                                          | 1944        | 1945      | Hiroshima, Japan              |
| 106. Division     | ohne                                                                               | 1938        | 1940      | Kumamoto Japan                |
| 107. Division     | Nagi-heidan (凪兵団, „Windstille-Division“)                                        | 1944        | 1945      | Hirosaki, Japan               |
| 108. Division     | Yū-heidan (祐兵団, „Beistand-Division“)                                            | 1937        | 1945      | Hirosaki, Japan               |
| 109. Division     | Tan-heidan (膽兵団, „Entschlossenheit-Division“)                                   | 1937        | 1945      | Kanazawa/Kōfu, Japan          |
| 110. Division     | Washi-heidan (鷲兵団, „Adler-Division“)                                            | 1938        | 1945      | Himeji, Japan                 |
| 111. Division     | Ichi-heidan (市兵団, „Stadt-Division“)                                             | 1944        | 1945      | Zentsuji, Japan               |
| 112. Division     | Kō-heidan (公兵団, „Fürst-Division“)                                               | 1944        | 1945      | Kurume, Japan                 |
| 114. Division     | Shō-heidan (将兵団, „General-Division“)                                            | 1937        | 1945      | Utsunomiya/Mizonokuchi, Japan |
| 115. Division     | Kita-heidan (北兵団, „Norden-Division“)                                            | 1944        | 1945      | Asahikawa, Japan              |
| 116. Division     | Arashi-heidan (嵐兵団, „Sturm-Division“)                                           | 1938        | 1945      | Kyōto, Japan                  |
| 117. Division     | Hiro-heidan (弘兵団, „Breit-Division“)                                             | 1944        | 1945      | Kashiwa, Japan                |
| 118. Division     | Megumi-heidan (恵兵団, „Wohltat-Division“)                                         | 1944        | 1945      | Kyōto, Japan                  |
| 119. Division     | Osamu-heidan (宰兵団, „Jai-Division“)                                              | 1944        | 1945      | Tokio, Japan                  |
| 120. Division     | Maishin-heidan (邁進兵団, „Energisch-Hinarbeiten-Division“)                        | 1944        | 1945      | Zentsūji, Japan               |
| 121. Division     | Eikō-heidan (栄光兵団, „Glänzender-Ruhm-Division“)                                 | 1945        | 1945      | Zentsūji, Japan               |
| 122. Division     | Maizuru-heidan (舞鶴兵団, „Tanzender-Kranich-Division“)                            | 1945        | 1945      | Tokio, Japan                  |
| 123. Division     | Matsukaze-heidan (松風兵団, „Kiefernwind-Division“)                                | 1945        | 1945      | Nagoya, Japan                 |
| 124. Division     | Enbō-heidan (遠謀兵団, „Voraussicht-Division“)                                     | 1945        | 1945      | Sendai, Japan                 |
| 125. Division     | Hideki-heidan (英機兵団, „Mutige-Gelegenheit-Division“)                            | 1945        | 1945      | Hiroshima, Japan              |
| 126. Division     | Eidan-heidan (英断兵団, „Mutige-Entscheidung-Division“)                            | 1945        | 1945      | Kumamoto, Japan               |
| 127. Division     | Eimai-heidan (英邁兵団, „Hervorragend-Division“)                                   | 1945        | 1945      | Utsunomiya, Japan             |
| 128. Division     | Eibu-heidan (英武兵団, „Mutiges-Militär-Division“)                                 | 1945        | 1945      | Kanazawa, Japan               |
| 129. Division     | Shinbu-heidan (振武兵団, „Bewegtes-Militär-Division“)                              | 1945        | 1945      | Nagano, Japan                 |
| 130. Division     | Shōki-heidan (鍾馗兵団, „Shoki-Division“)                                          | 1945        | 1945      | Kyōto, Japan                  |
| 131. Division     | Shūsui-heidan (秋水兵団, „Reines-Herbstwasser/Glänzende-Schwertschneide-Division“) | 1945        | 1945      | Kanazawa, Japan               |
| 132. Division     | Shinki-heidan (振起兵団, „Anfeuern-Division“)                                      | 1945        | 1945      | Ōsaka, Japan                  |
| 133. Division     | Shingeki-heidan (進撃兵団, „Angriff-Division“)                                     | 1945        | 1945      | Kumamoto, Japan               |
| 134. Division     | Magatama-heidan (勾玉兵団, „Krummjuwelen-Division“)                                | 1945        | 1945      | Jiamusi, Mandschurei          |
| 135. Division     | Magokoro-heidan (真心兵団, „Aufrichtigkeit-Division“)                              | 1945        | 1945      | Hulin, Mandschurei            |
| 136. Division     | Fubatsu-heidan (不抜兵団, „Standhaftigkeit-Division“)                              | 1945        | 1945      | Mandschurei                   |
| 137. Division     | Fuyoku-heidan (扶翼兵団, „Beistand-Division“)                                      | 1945        | 1945      | Ranam-guyok, Nordkorea        |
| 138. Division     | Fudō-heidan (不動兵団, „Unbeweglich-Division“)                                     | 1945        | 1945      | Mandschurei                   |
| 139. Division     | Fukutsu-heidan (不屈兵団, „Standhaftigkeits-Division“)                             | 1945        | 1945      | Mandschurei                   |
| 140. Division     | Gotō-heidan (護東兵団, „Schutz-des-Ostens-Division“)                               | 1945        | 1945      | Tokio, Japan                  |
| 142. Division     | Gosen-heidan (護仙兵団, „Schutz-Sendais-Division“)                                 | 1945        | 1945      | Sendai, Japan                 |
| 143. Division     | Goko-heidan (護古兵団, „Schutz-Nagoyas/des-Alten-Division“)                        | 1945        | 1945      | Nagoya, Japan                 |
| 144. Division     | Goban-heidan (護阪兵団, „Schutz-Osakas/der-Hügel-Division“)                        | 1945        | 1945      | Ōsaka, Japan                  |
| 145. Division     | Goshū-heidan (護州兵団, „Schutz-der-Provinz-Division“)                             | 1945        | 1945      | Hiroshima, Japan              |
| 146. Division     | Gonan-heidan (護南兵団, „Schutz-des-Südens-Division“)                              | 1945        | 1945      | Kumamoto, Japan               |
| 147. Division     | Gohoku-heidan (護北兵団, „Schutz-des-Nordens-Division“)                            | 1945        | 1945      | Asahikawa, Japan              |
| 148. Division     | Fugaku-heidan (富嶽兵団, „Reicher-Gipfel-Division“)                                | 1945        | 1945      | Mandschurei                   |
| 149. Division     | Futō-heidan (不撓兵団, „Unbeugsam-Division“)                                       | 1945        | 1945      | Mandschurei                   |
| 150. Division     | Gochō-heidan (護朝兵団, „Schutz-Koreas-Division“)                                  | 1945        | 1945      | Keijo, Südkorea               |
| 151. Division     | Gou-heidan (護宇兵団, „Schutz-Utsunomiyas/des-Himmels-Division“)                   | 1945        | 1945      | Utsunomiya, Japan             |
| 152. Division     | Gotaku-heidan (護沢兵団, „Schutz-Kanazawas/der-Bäche-Division“)                    | 1945        | 1945      | Kanazawa, Japan               |
| 153. Division     | Gokyō-heidan (護京兵団, „Schutz-der-Hauptstadt-Division“)                          | 1945        | 1945      | Kyōto, Japan                  |
| 154. Division     | Goji-heidan (護路兵団, „Schutz-der-Wege-Division“)                                 | 1945        | 1945      | Hiroshima, Japan              |
| 155. Division     | Godo-heidan (護土兵団, „Schutz-des-Bodens-Division“)                               | 1945        | 1945      | Zentsūji, Japan               |
| 156. Division     | Gosei-heidan (護西兵団, „Schutz-des-Westens-Division“)                             | 1945        | 1945      | Kurume, Japan                 |
| 157. Division     | Gokō-heidan (護弘兵団, „Schutz-Hirosakis/der-Weite-Division“)                      | 1945        | 1945      | Hirosaki, Japan               |
| 158. Division     | Fumetsu-heidan (不滅兵団, „Unsterblich-Division“)                                  | 1945        | 1945      | Mandschurei                   |
| 160. Division     | Gosen-heidan (護鮮兵団, „Schutz-Koreas-Division“)                                  | 1945        | 1945      | Pjöngjang, Nordkorea          |
| 161. Division     | Shinten-heidan (震天兵団, „Himmel-und-Erde-Division“)                              | 1945        | 1945      | Kumamoto, Japan               |
| 201. Division     | Musashi-heidan (武蔵兵団, „Musashi-Division“)                                      | 1945        | 1945      | Tokio, Japan                  |
| 202. Division     | Aoba-heidan (青葉兵団, „Grüne-Blätter-Division“)                                   | 1945        | 1945      | Sendai, Japan                 |
| 205. Division     | Aki-heidan (安芸兵団, „Aki-Division“)                                              | 1945        | 1945      | Hiroshima, Japan              |
| 206. Division     | Aso-heidan (阿蘇兵団, „Aso-Division“)                                              | 1945        | 1945      | Kumamoto, Japan               |
| 209. Division     | Kaetsu-heidan (加越兵団, „Kaetsu-Division“)                                        | 1945        | 1945      | Kanazawa, Japan               |
| 212. Division     | Kikuchi-heidan (菊池兵団, „Kikuchi-Division“)                                      | 1945        | 1945      | Kurume, Japan                 |
| 214. Division     | Tokiwa-heidan (常盤兵団, „Tokiwa-Division“)                                        | 1945        | 1945      | Utsunomiya, Japan             |
| 216. Division     | Hiei-heidan (比叡兵団, „Hiei-Division“)                                            | 1945        | 1945      | Kyōto, Japan                  |
| 221. Division     | Tenryū-heidan (天龍兵団, „Tenryū-Division“)                                        | 1945        | 1945      | Nagano, Japan                 |
| 222. Division     | Hakkō-heidan (八甲兵団, „Hakkō-Division“)                                          | 1945        | 1945      | Hirosaki, Japan               |
| 224. Division     | Akō-heidan (赤穂兵団, „Akō-Division“)                                              | 1945        | 1945      | Hiroshima, Japan              |
| 225. Division     | Kongō-heidan (金剛兵団, „Kongō-Division“)                                          | 1945        | 1945      | Osaka, Japan                  |
| 229. Division     | Hokuetsu-heidan (北越兵団, „Hokuetsu-Division“)                                    | 1945        | 1945      | Kanazawa, Japan               |
| 230. Division     | Sōbu-heidan (総武兵団, „Sōbu-Division“)                                            | 1945        | 1945      | Tokio, Japan                  |
| 231. Division     | Taikoku-heidan (大国兵団, „Großes-Land-Division“)                                  | 1945        | 1945      | Hiroshima, Japan              |
| 234. Division     | Tone-heidan (利根兵団, „Tone-Division“)                                            | 1945        | 1945      | Tokio, Japan                  |
| 303. Division     | Takashi-heidan (高師兵団, „Takashi-Division“)                                      | 1945        | 1945      | Nagoya, Japan                 |
| 308. Division     | Iwaki-heidan (岩木兵団, „Iwaki-Division“)                                          | 1945        | 1945      | Hirosaki, Japan               |
| 312. Division     | Chitose-heidan (千歳兵団, „Chitose-Division“)                                      | 1945        | 1945      | Kurume, Japan                 |
| 316. Division     | Yamashiro-heidan (山城兵団, „Yamashiro-Division“)                                  | 1945        | 1945      | Kyōto, Japan                  |
| 320. Division     | –                                                                                  | 1945        | 1945      | Japan                         |
| 321. Division     | Iso-heidan (磯兵団, „Ufer-Division“)                                               | 1945        | 1945      | Tokio, Japan                  |
| 322. Division     | Bandai-heidan (磐梯兵団, „Bandai-Division“)                                        | 1945        | 1945      | Sendai, Japan                 |
| 344. Division     | Kenzan-heidan (剣山兵団, „Tsurugi-san-Division“)                                   | 1945        | 1945      | Zentsūji, Japan               |
| 351. Division     | Akagi-heidan (赤城兵団, „Akagi-Division“)                                          | 1945        | 1945      | Utsunomiya, Japan             |
| 354. Division     | Bukō-heidan (武甲兵団, „Bukō-Division“)                                            | 1945        | 1945      | Tokio, Japan                  |
| 355. Division     | Nachi-heidan (那智兵団, „Nachi-Division“)                                          | 1945        | 1945      | Himeji, Japan                 |

Zu zahlreichen Infanterie-Divisionen gehörte eine Kavallerie-Einheit und ein Veterinär-Hospital.

## Panzertruppe
| Name               | Tarnname                            | Aufstellung | Auflösung | Standort                |
| ------------------ | ----------------------------------- | ----------- | --------- | ----------------------- |
| 1. Panzer-Division | Taku (拓, „Urbarmachungs-Division“) | 1942        | 1945      | Ning’an, Mandschurei    |
| 2. Panzer-Division | Geki (撃, „Angriffs-Division“)      | 1942        | 1945      | Mudanjiang, Mandschurei |
| 3. Panzer-Division | Taki (滝, „Wasserfall-Division“)    | 1942        | 1945      | Mengjiang, Mandschurei  |
| 4. Panzer-Division | Hagane (鋼, „Stahl-Division“)       | 1944        | 1945      | Chiba, Japan            |

## Luftlandetruppe
| Name                 | Tarnname                              | Aufstellung | Auflösung | Standort |
| -------------------- | ------------------------------------- | ----------- | --------- | -------- |
| Dai-1 Teishin Shūdan | Teishin (挺進 „Gefährlicher Angriff“) | 1944        | 1945      | Japan    |

## Flugabwehr
| Name             | Tarnname                       | Aufstellung | Auflösung | Standort      |
| ---------------- | ------------------------------ | ----------- | --------- | ------------- |
| 1. Flak-Division | Hare (晴 „[Himmel] aufklaren“) | 1944        | 1945      | Tokio, Japan  |
| 2. Flak-Division | Chiku (逐 „verjagen“)          | 1945        | 1945      | Nagoya, Japan |
| 3. Flak-Division | Saku (炸 „explodieren“)        | 1945        | 1945      | Osaka, Japan  |
| 4. Flak-Division | Sui (彗 „fegen“)               | 1945        | 1945      | Kokura, Japan |

## Heeresflieger
| Name                   | Tarnname                                                 | Aufstellung | Auflösung | Standort              |
| ---------------------- | -------------------------------------------------------- | ----------- | --------- | --------------------- |
| 1. Luft-Division       | 1FD bzw. Kabura 1046 (鏑1046 „Pfeilspitze 1046“)         | 1938        | 1945      | Kakamigahara, Japan   |
| 2. Luft-Division       | 2FD bzw. Washi 9109 (鷲9109 „Adler 9109“)                | 1937        | 1945      | Mandschurei           |
| 3. Luft-Division       | 3FD bzw. Hayabusa 2375 (隼2375 „Wanderfalke 2375“)       | 1942        | 1945      | China                 |
| 4. Luft-Division       | 4FD bzw. Tsubasa 11601 (翼11601 „Flügel 11601“)          | 1942        | 1945      | Mandschurei           |
| 5. Luft-Division       | 5FD bzw. Taka 9683 (高9683 „Hoch“)                       | 1940        | 1945      | Burma                 |
| 6. Luft-Division       | 6FD bzw. Yō 9301 (洋9301 „Weit 9301“)                    | 1942        | 1945      | Rabaul, Neubritannien |
| 7. Luft-Division       | 7FD bzw. Shū 9311(襲9311 „Angriff 9311“)                 | 1943        | 1945      | Niederländisch-Indien |
| 8. Luft-Division       | 8FD bzw. Makoto 18900 (誠18900 „Aufrichtigkeit 18900“)   | 1944        | 1945      | Tokio, Japan          |
| 9. Luft-Division       | 9FD bzw. Shō 15350 (翔15350 „Flug 15350“)                | 1943        | 1945      | Palembang, Sumatra    |
| 10. Luft-Division      | 10FD bzw. Tenshō 1040 (天翔1040 „Himmelsflug 1040“)      | 1944        | 1945      | Tokio, Japan          |
| 11. Luft-Division      | 11FD bzw. Tenshū 1041 (天鷲1041 „Himmelsadler 1041“)     | 1944        | 1945      | Osaka, Japan          |
| 12. Luft-Division      | 12FD bzw. Tenpū 1042 (天風1042 „Himmelswind 1042“)       | 1944        | 1945      | Shimonoseki, Japan    |
| 13. Luft-Division      | 13FD bzw. Hayabusa Sakigake (隼魁 „Wanderfalkenvorbote“) | 1945        | 1945      | Nanjing, China        |
| 51. Luft-Lehr-Division |                                                          |             |           |                       |
| 51. Luft-Division      | 51FD                                                     |             |           |                       |
| 52. Luft-Division      | 52FD                                                     | 1945        | 1945      | Kumagaya, Japan       |
| 53. Luft-Division      | 53FD                                                     |             |           |                       |
| 55. Luft-Division      | 55FD                                                     |             |           |                       |